# 岡山港

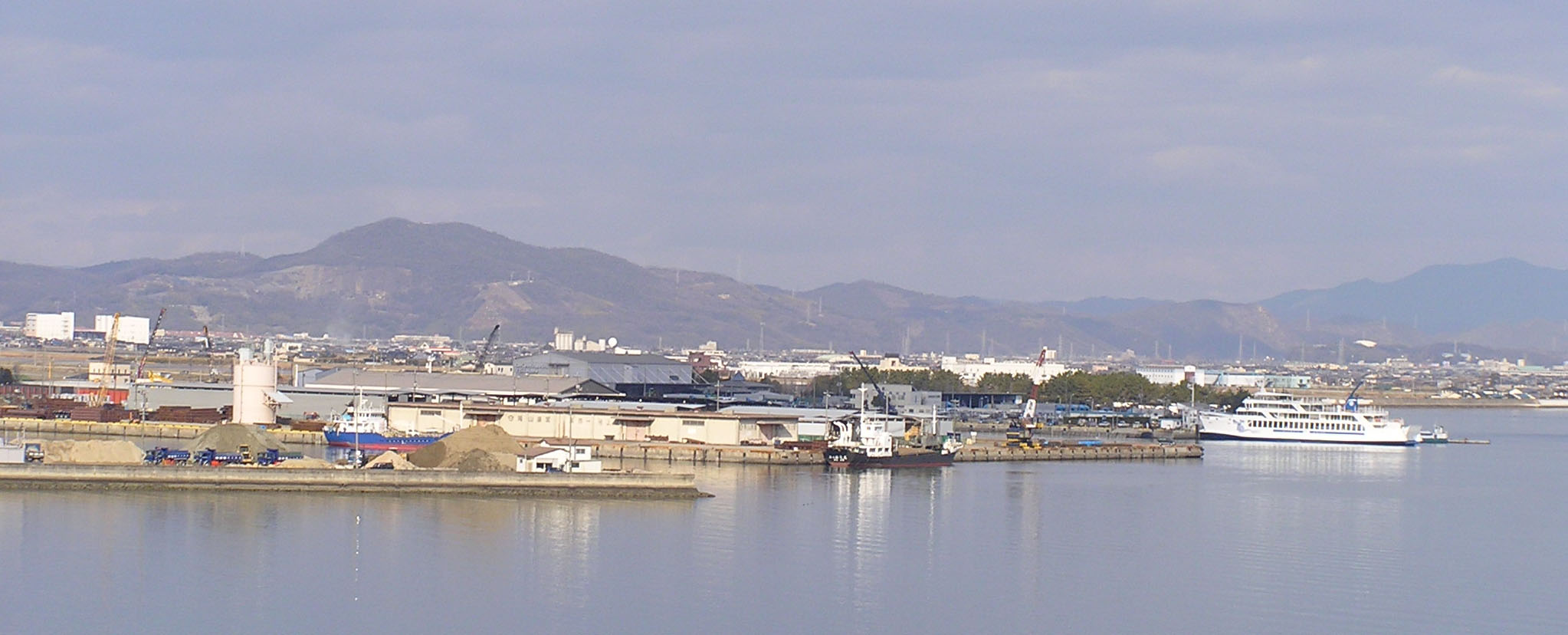
高島地区（新岡山港）

岡山港（おかやまこう）は、岡山県岡山市にある港湾である。

## 概要

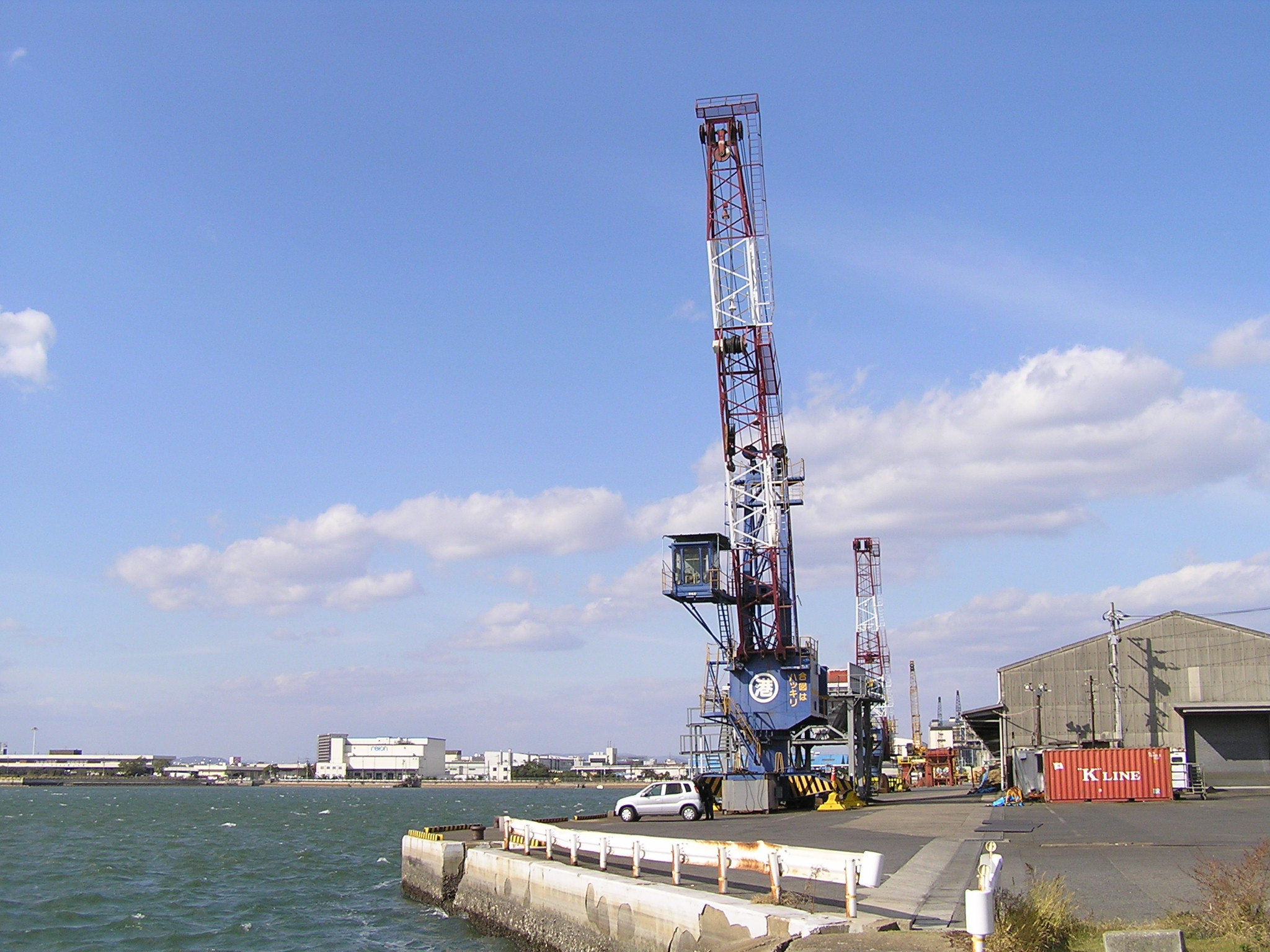
福島地区（岡山港）

当港は児島湾全域と湾入口一帯（一部玉野市）を港域とし重要港湾に指定されている。岡山県岡山港管理事務所と岡山市東区役所建設課および岡山県宇野港管理事務所が分割管理し、港域内には岡山県農林水産部水産課の管理する「郡」、「北浦」、「阿津」の漁港もある。また、海上は第六管区海上保安本部玉野海上保安部の管轄になる。
旭川と吉井川の河口にある児島半島北側の児島湾に位置し、東西役8km、南北約1.5kmと東西に長い湾内全域を港湾区域とする河口港を形成している。児島半島の金甲山や貝殻山などの山々により、台風と高潮による災害は少ないなど気候に恵まれている。

### 岡山港管理
一般的に「岡山港」と呼ばれ、「港湾」として整備されているのは福島・高島地区だけである。産業港と整備された臨港地区であるが、河口港であるため河川上流からの土砂の堆積により水深が浅く1万t級の大型船舶が入港できないという欠点を抱えている。現在、水深7.5mの航路が確保され、内貿と交流を主体とする港湾を志向、整備を進めている。
取り扱われている貨物は砂、砂利、鉄鋼、石油にくわえ臨海部の工場むけの砂糖、化学薬品、鉄鉱石等が上げられる。

#### 福島地区
通称:岡山港、岡山市街中心部から約6km南に位置し、岡南工業地帯と共に整備された地区。1941年（昭和16年）に修築工事が始まり、防波堤、護岸、船溜まり等の施設が完成し、終戦により一時港湾工事は中止されたが、1952年（昭和27年）から再開され、-4.0m物揚場、-5.5m岸壁、-6.0岸壁を整備し、1966年（昭和41年）に完成した。

#### 高島地区

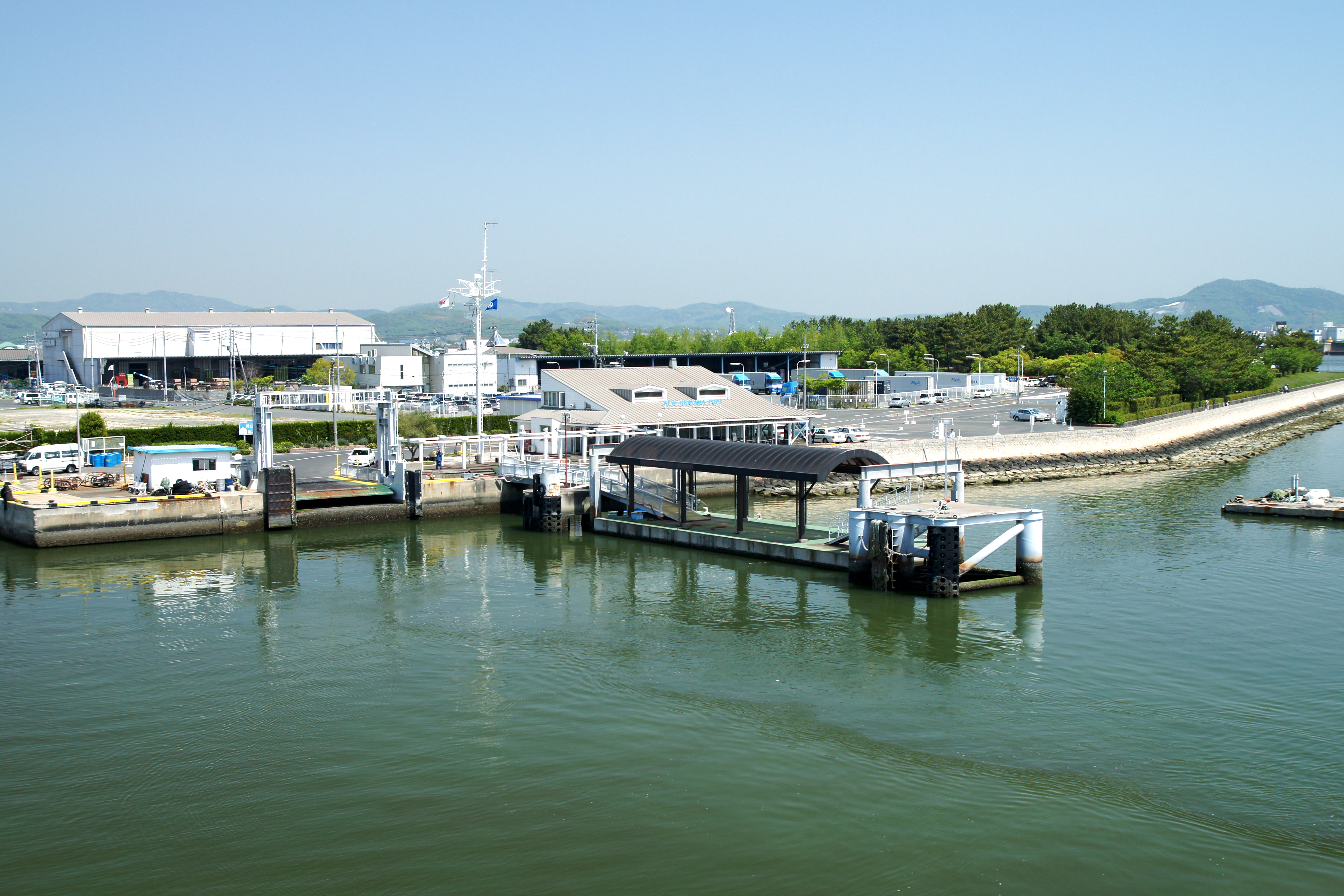
新岡山港

通称:新岡山港、新岡港。福島地区から旭川対岸の東に位置し、管理事務所がある当港の中心地区。1968年（昭和43年）に旭川河口左岸の三蟠地区に水深4.0m物揚場、水深5.5m岸壁（2000t級×5）、水深7.5m（5000t級×2）の整備が進められた。1987年（昭和62年）までに、第一突堤から第四突堤まですべてが供用開始され、-7.5mの航路が整備されている。また、小豆島へのフェリーが入港する旅客ターミナルを備え、周辺は緑地化による市民公園の整備がすすんでいる。その他、三蟠地区の児島湾対岸（南側）にあたる米崎・小串地区も含まれる。なお、地区名の由来は、同地区内の児島湾にある島である高島からである。
政令指定都市移行における行政区設置により、児島湾北岸（三蟠地区など）は中区、高島を含む南岸は南区に分断された。
- 小串地区
- 米崎地区

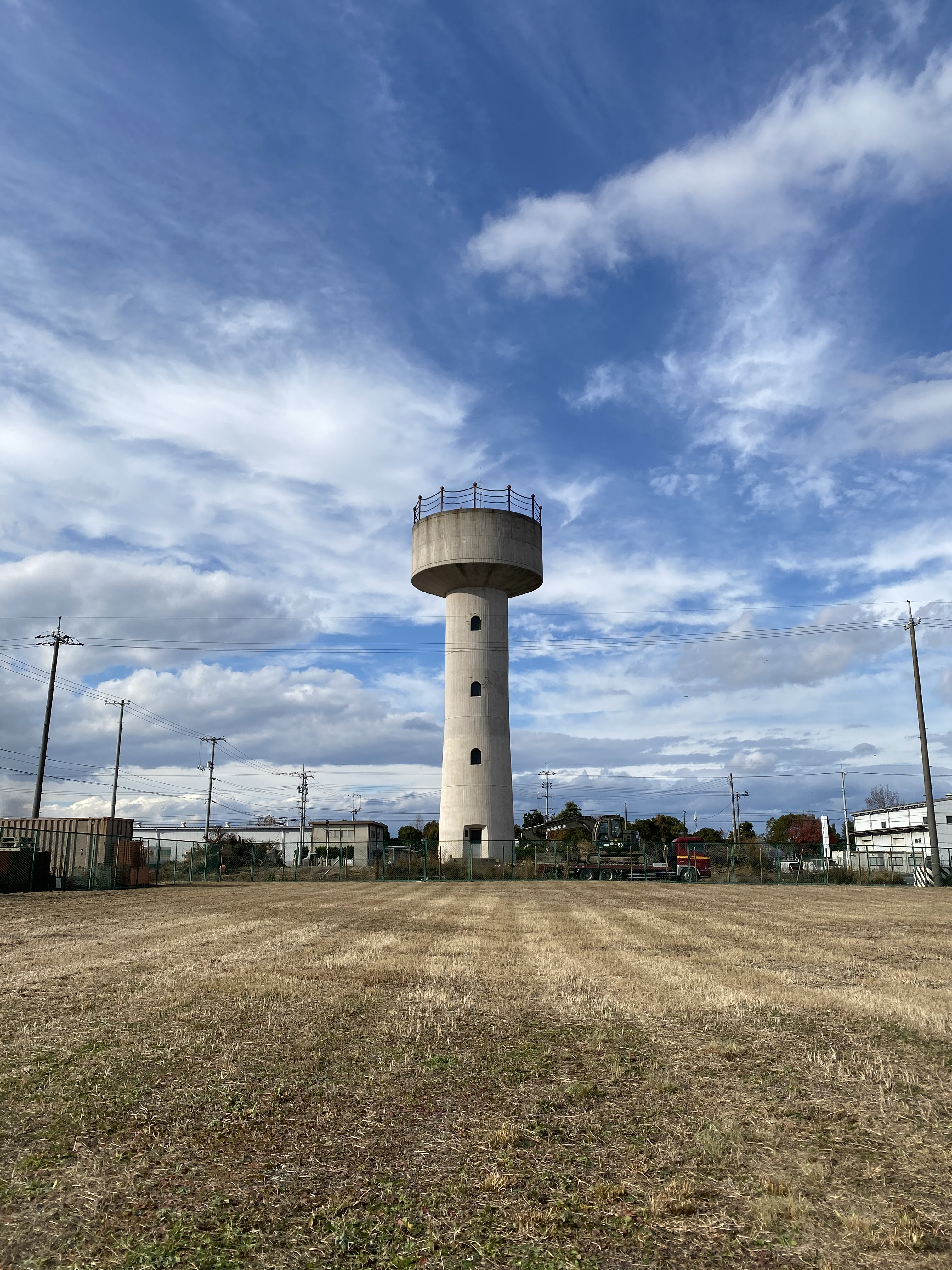
在りし日の高島給水塔

この新岡山港の敷地内にはかつて港湾施設に水を給水する給水塔「岡山港　高島給水塔」が存在した。竣工は1977年（昭和52年）。2020年（令和2年）に解体され、現在は更地となっている。
余談ではあるが、1984年2月放送の西部警察 PART-III　激闘!!炎の瀬戸内海－岡山・高松篇－の最後の爆破シーンにこの給水塔が映っている。

### 東区役所管理
- 西大寺地区（金岡港）
- 九蟠地区
- 升田地区

- 幸島地区
- 水門湾地区
- 正儀地区 - 児島湾口沖に水深10m×2のコンテナターミナルを含む人工島の整備計画がある。

### 宇野港管理
- 鉾立地区（玉野市番田）

## 定期旅客航路

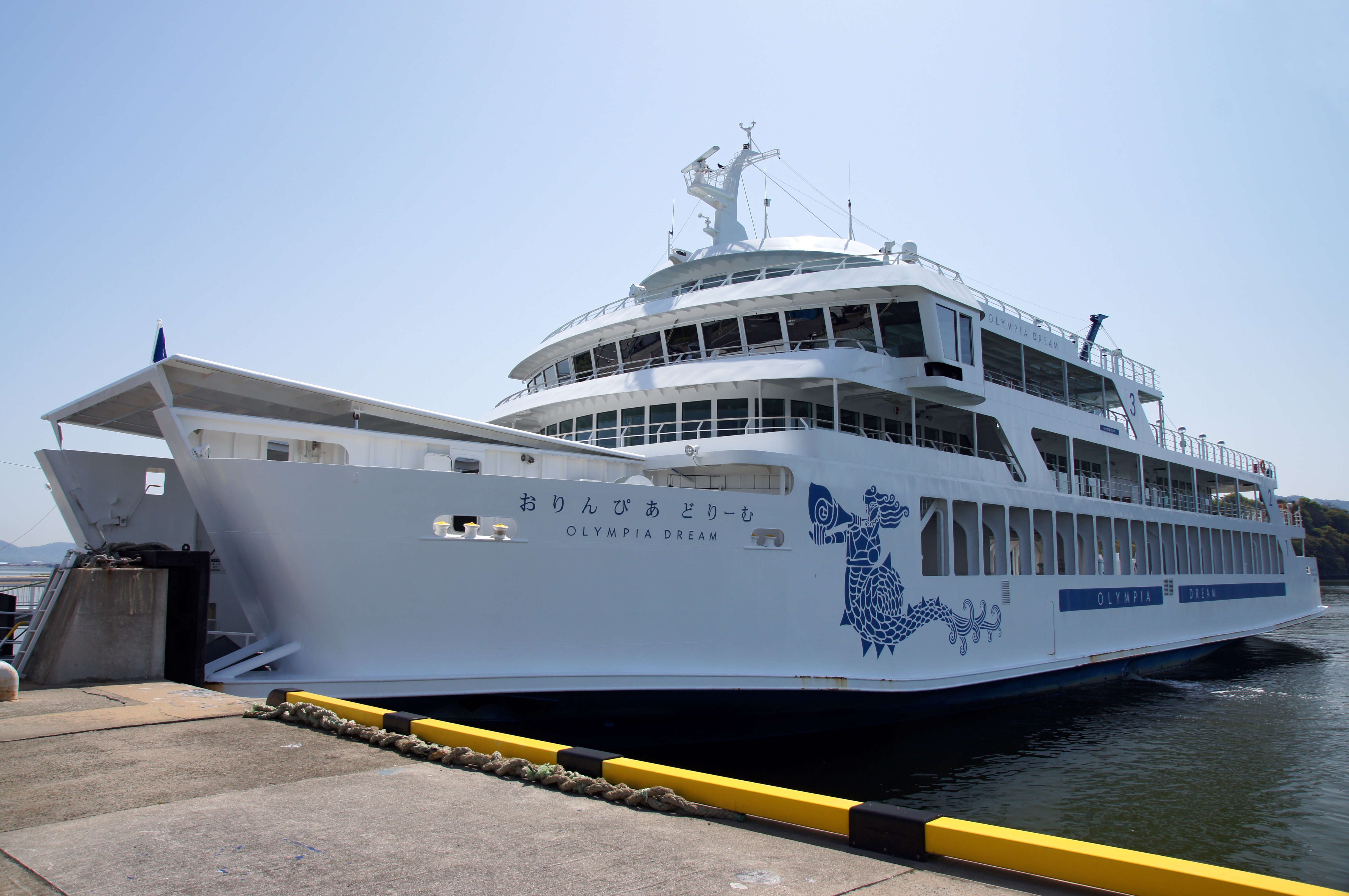
小豆島行きフェリー「おりんぴあ どりーむ」

- 岡山（新岡山港）〜小豆島（土庄港）
  - 国際両備フェリー
  - 四国フェリー

## 沿革
天正元年（1573年）、宇喜多直家が岡山城を築城後、現在の京橋付近が岡山港の起源となり、周辺は明治時代に山陽鉄道が開通する前まで岡山の商業・物流の中心地として繁栄した。その後も、昭和30年代に福島地区が整備されるまで京橋は機帆船や定期貨客船にくわえ、二日市の魚市場に出入りする漁船等でにぎわった。
1951年（昭和26年）に岡山県が指定管理者となり、1964年（昭和39年）には、県南新産業都市の指定に伴い、吉井川下流の西大寺港と辛島港児島湾入口の小串港を合併して港湾区域を拡大し、同年4月1日をもって重要港湾に指定された。
1983年（昭和58年）、児島湾大橋の完成、開港である宇野港との交通が改善された。また、1992年（平成4年）には岡南大橋の開通により、これまで旭川で分断されていた福島地区と高島地区の一体化が進められている。

## 周辺施設
- 岡山市中央卸売市場
- 岡南飛行場